# Microperla brevicauda
Microperla brevicauda is een steenvlieg uit de familie Peltoperlidae. De wetenschappelijke naam van de soort is voor het eerst geldig gepubliceerd in 1958 door Kawai.